# Hanover (Illinois)
Hanover – wieś w Stanach Zjednoczonych, w stanie Illinois, w hrabstwie Jo Daviess.